# Magnolia duperreana
Magnolia duperreana este o specie de plante din genul Magnolia, familia Magnoliaceae, descrisă de Jean Baptiste Louis Pierre. Conform Catalogue of Life specia Magnolia duperreana nu are subspecii cunoscute.